# Gillsby mossar
Gillsby mossar ist ein Feuchtgebiet auf der schwedischen Ostseeinsel Öland. Das Gebiet ist als Natura-2000-Gebiet ausgewiesen.
Das im nördlichen Teil der Insel nordwestlich des Dorfes Gillsby gelegene Gebiet gliedert sich in die drei Sumpfgebiet Norra mossen, Bärsmossen und Stenkärret.
Der größte der drei Sümpfe ist das langsam verlandende Norra mossen im Süden des Gebiets. Die früher vorherrschende Steife Segge wird nach und nach von Schilf und Binsenschneide verdrängt. Westlich liegt Stenkärret, für welches die Steife Segge typisch ist. Im Norden liegt der kalkreiche Sumpf Bärsmossen. Hier dominiert wieder die Binsenschneide.
Im Verhältnis zu anderen öländischen Feuchtgebieten ist Gillsby mossar ausgedehnt und verhältnismäßig wenig durch Maßnahmen des Menschen beeinträchtigt. Im durch das Vorhandensein mehrerer Inseln abwechslungsreichen Feuchtgebiet brüten Kranich und Wiesenweihe. Mit Hilfe von Renaturierungsmaßnahmen wird versucht die hier früher sehr zahlreiche Trauerseeschwalbe wieder im Gebiet heimisch zu machen.